# Nam Ji-sung
Nam Ji-sung, kor. 남지성 (ur. 15 sierpnia 1993 w Pusan) – południowokoreański tenisista, reprezentant kraju w Pucharze Davisa.

## Kariera tenisowa
W karierze zwyciężył w trzech deblowych turniejach cyklu ATP Challenger Tour. Ponadto wygrał cztery singlowe i dwadzieścia jeden deblowych turniejów rangi ITF.
W 2020 roku, podczas Australian Open zadebiutował w turnieju wielkoszlemowym w grze podwójnej. Startując w parze z Songiem Min-kyu odpadł w drugiej rundzie.
W rankingu gry pojedynczej najwyżej był na 236. miejscu (12 sierpnia 2019), a w klasyfikacji gry podwójnej na 102. pozycji (3 lutego 2020).

### Zwycięstwa w turniejach ATP Challenger Tour w grze podwójnej
| Końcowy wynik | Nr | Data             | Turniej   | Nawierzchnia   | Partner      | Przeciwnicy                          | Wynik finału    |
| ------------- | -- | ---------------- | --------- | -------------- | ------------ | ------------------------------------ | --------------- |
| Zwycięzca     | 1. | 19 sierpnia 2018 | Gwangju   | Twarda         | Song Min-kyu | Benjamin Lock Rubin Statham          | 5:7, 6:3, 10–5  |
| Zwycięzca     | 2. | 11 sierpnia 2019 | Yokkaichi | Twarda         | Song Min-kyu | Gong Maoxin Zhang Ze                 | 6:3, 3:6, 14–12 |
| Zwycięzca     | 3. | 1 września 2019  | Baotou    | Ceglana (hala) | Song Min-kyu | Tejmuraz Gabaszwili Sasikumar Mukund | 7:6(3), 6:2     |